# ステパニ
ステパニ（ウクライナ語: Степань）はウクライナ・リウネ州サルヌィ地区(ru)の都市型集落である。
ホルィニ川の左岸に位置し、2001年ウクライナ国勢調査（ウクライナ独立後最初の国勢調査）の際の人口は4073人だった。中世にはステパニ公国の首都だった。